# マヌエル・ネイラ
マヌエル・ネイラ（Manuel Alejandro Neira Díaz、1977年10月12日 - ）は、チリの元サッカー選手。元チリ代表。ポジションはフォワード。

## 来歴
1998年1月にチリ代表デビュー。出場機会は無かったが、1998 FIFAワールドカップのメンバーにも選ばれた。また、コパ・アメリカ2001にも出場した。2006年までに13試合に出場、2得点をあげた。

## 代表歴

### 出場大会
- チリ代表
  - 1998 FIFAワールドカップ

### 試合数
- 国際Aマッチ 13試合 2得点（1998年-2006年）[1]

| チリ代表 | 国際Aマッチ | 国際Aマッチ |
| 年       | 出場        | 得点        |
| -------- | ----------- | ----------- |
| 1998     | 5           | 1           |
| 1999     | 3           | 1           |
| 2000     | 0           | 0           |
| 2001     | 3           | 0           |
| 2002     | 0           | 0           |
| 2003     | 1           | 0           |
| 2004     | 0           | 0           |
| 2005     | 0           | 0           |
| 2006     | 1           | 0           |
| 通算     | 13          | 2           |